# Håvard Klemetsen
Håvard Klemetsen (ur. 5 stycznia 1979 w Kautokeino) – norweski narciarz klasyczny, specjalista kombinacji norweskiej, mistrz olimpijski oraz siedmiokrotny medalista mistrzostw świata.
Po sezonie 2016/2017 zakończył karierę sportową.

## Kariera
Po raz pierwszy na arenie międzynarodowej Håvard Klemetsen pojawił się 1 grudnia 2001 roku, kiedy wystartował w konkursie Pucharu Świata B. Zajął wtedy 38. miejsce w zawodach metodą Gundersena w Vuokatti. Nieco ponad rok później, 1 stycznia 2003 roku w Oberhofie zadebiutował w Pucharze Świata zajmując 33. miejsce w sprincie. W sezonie 2002/2003 startował jeszcze pięciokrotnie i 12 stycznia w Chaux-Neuve zdobył swoje pierwsze punkty zajmując 23. miejsce w Gundersenie. W sezonach 2003/2004 – 2010/2011 punktował regularnie, jednak nie udało mu się stanąć na podium. Najbliżej tego osiągnięcia był 13 stycznia 2007 roku w Lago di Tesero i 20 stycznia 2008 roku w Klingenthal, gdzie zajmował czwarte miejsca, odpowiednio w starcie masowym i sprincie. Na podium Håvard stanął dopiero w wieku 32 lat. Na początku sezonu 2011/2012, 3 grudnia 2011 roku w norweskim Lillehammer zwyciężył w Gundersenie. Było to jego jedyne podium w tym sezonie, chociaż jeszcze ośmiokrotnie plasował się w czołowej dziesiątce. W klasyfikacji generalnej był ostatecznie dziesiąty. Miejsce na podium zawodów PŚ wywalczył także w sezonie 2012/2013. 25 listopada 2012 roku w Lillehammer był tym razem drugi, przegrywając tylko ze swym rodakiem – Magnusem Moanem. Jeszcze trzy razy znalazł się w najlepszej dziesiątce, ale nie stawał już na podium. Sezon ukończył na siedemnastej pozycji.
Pierwszą duża imprezą w karierze Klemetsena były mistrzostwa świata w Oberstdorfie w 2005 roku, gdzie wspólnie z Petterem Tande, Magnusem Moanem i Kristianem Hammerem wywalczył złoty medal w zawodach drużynowych. Indywidualnie zajął 20. miejsce w Gundersenie. Dwa lata później, podczas mistrzostw świata w Sapporo razem z Tande, Moanem i Espenem Rianem zdobył brązowy medal. Indywidualnie plasował się w drugiej połowie drugiej dziesiątki. Następny start na imprezie tego cyklu zaliczył dopiero w 2011 roku, podczas mistrzostw świata w Oslo. W Gundersenie na normalnej skoczni był drugi po skokach, jednak nie zdołał obronić tej pozycji w biegu i ostatecznie zajął dziewiąte miejsce, tracąc 47 sekund do zwycięzcy – Erica Frenzla z Niemiec. Na dużej skoczni zaprezentował się jeszcze lepiej, wygrywając konkurs skoków. Niestety w biegu na 10 km ponownie nie zdołał obronić przewagi nad resztą stawki i zajął czwarte miejsce, przegrywając walkę o brązowy medal z Frenzelem. W konkursach drużynowych na obu skoczniach Norwegowie w składzie: Jan Schmid, Magnus Moan, Mikko Kokslien i Håvard Klemetsen zdobyli kolejne brązowe medale. Z medalem wrócił także z mistrzostw świata w Val di Fiemme w 2013 roku. Razem z Jørgenem Gråbakiem, Magnusem Krogiem i Magnusem Moanem wywalczył srebrny medal w sztafecie. Wystąpił także w obu konkursach indywidualnych, zajmując piąte miejsce na normalnym obiekcie i dziewiąte na dużym. Na kolejnych mistrzostwach świata w Falun w 2015 roku w występach indywidualnych Klemetsen był piąty w gundersenie na skoczni normalnej i dziewiąty w gundersenie na skoczni dużej. Występy drużynowe natomiast przyniosły dwa medale, srebrny w biegu sztafetowym wraz z Moanem, Kokslienem i Gråbakiem oraz brązowy w sprincie drużynowym z Moanem.
Klemetsen wziął także udział w igrzyskach olimpijskich w Turynie w 2006 roku. Wystartował tylko w zawodach indywidualnych, w sprincie zajął 40. miejsce, a w Gundersenie był dwudziesty. Na rozgrywanych osiem lat później igrzyskach olimpijskich w Soczi indywidualnie zajął dziesiąte miejsce na normalnej skoczni, a konkurs na dużym obiekcie ukończył na dziewiątej pozycji. Na tych samych igrzyskach Norwegowie w tym samym składzie co na MŚ 2013 zdobyli drużynowo złoty medal. Na arenie krajowej zdobył między innymi srebrne medale w sprincie w 2008 roku i w Gundersenie w 2011 roku oraz brązowe w Gundersenie w 2008 roku i sprincie w 2005 roku.

## Osiągnięcia

### Igrzyska olimpijskie
| Miejsce | Dzień     | Rok  | Miejscowość | Konkurencja           | Wynik zwycięzcy | Strata      | Zwycięzca      |
| ------- | --------- | ---- | ----------- | --------------------- | --------------- | ----------- | -------------- |
| 20.     | 11 lutego | 2006 | Turyn       | Gundersen HS106/15 km | 39:44,6 min     | +3:15,9 min | Georg Hettich  |
| 40.     | 21 lutego | 2006 | Turyn       | Sprint HS134/7,5 km   | 18:29,0 min     | +2:37,6 min | Felix Gottwald |
| 10.     | 12 lutego | 2014 | Soczi       | Gundersen HS106/10 km | 23:50,2 min     | +38,2 s     | Eric Frenzel   |
| 9.      | 18 lutego | 2014 | Soczi       | Gundersen HS140/10 km | 22:45,5 min     | +24,5 s     | Jørgen Gråbak  |
| 1.      | 21 lutego | 2014 | Soczi       | Sztafeta HS140/4x5 km | 47:13,5 min     | —           | —              |

### Mistrzostwa świata
| Miejsce | Dzień     | Rok  | Miejscowość   | Konkurencja                     | Wynik zwycięzcy | Strata      | Zwycięzca           |
| ------- | --------- | ---- | ------------- | ------------------------------- | --------------- | ----------- | ------------------- |
| 20.     | 18 lutego | 2005 | Oberstdorf    | Gundersen HS100/15 km           | 38:56.2 min     | +1:58.4 min | Ronny Ackermann     |
| 1.      | 23 lutego | 2005 | Oberstdorf    | Sztafeta HS137/4x5 km           | 49:45.5 min     | -           | -                   |
| 19.     | 23 lutego | 2007 | Sapporo       | Sprint HS134/7.5 km             | 17:40.2 min     | +2:15.4 min | Hannu Manninen      |
| 3.      | 25 lutego | 2007 | Sapporo       | Sztafeta HS134/4x5 km           | 49:14.9 min     | +1:12.0 min | Finlandia           |
| 16.     | 3 marca   | 2007 | Sapporo       | Gundersen HS100/15 km           | 38:35.6 min     | +3:11.4 min | Ronny Ackermann     |
| 9.      | 26 lutego | 2011 | Oslo          | Gundersen HS106/10 km           | 25:19.2 min     | +47.0 s     | Eric Frenzel        |
| 3.      | 28 lutego | 2011 | Oslo          | Sztafeta HS106/4x5 km           | 48:07.8 min     | +40.6 s     | Austria             |
| 4.      | 2 marca   | 2011 | Oslo          | Gundersen HS134/10 km           | 25:31.6 min     | +37.6 s     | Jason Lamy Chappuis |
| 3.      | 4 marca   | 2011 | Oslo          | Sztafeta HS134/4x5 km           | 48:07.8 min     | +40.6 s     | Austria             |
| 5.      | 22 lutego | 2013 | Val di Fiemme | Gundersen HS106/10 km           | 29:13.2 min     | +16.2 s     | Jason Lamy Chappuis |
| 2.      | 24 lutego | 2013 | Val di Fiemme | Sztafeta HS106/4x5 km           | 57:34.0 min     | +0.4 s      | Francja             |
| 9.      | 28 lutego | 2013 | Val di Fiemme | Gundersen HS134/10 km           | 27:22.8 min     | +58.2 s     | Eric Frenzel        |
| 5.      | 20 lutego | 2015 | Falun         | Gundersen HS100/10 km           | 26:38.9 min     | +9,6 s      | Johannes Rydzek     |
| 2.      | 22 lutego | 2015 | Falun         | Sztafeta HS100/4x5 km           | 44:20.7 min     | +23.1 s     | Niemcy              |
| 11.     | 26 lutego | 2015 | Falun         | Gundersen HS134/10 km           | 22:45.8 min     | +35.8 s     | Bernhard Gruber     |
| 3.      | 28 lutego | 2015 | Falun         | Sprint drużynowy HS134/2x7.5 km | 38:31.6 min     | +19.4 s     | Francja             |

### Puchar Świata

#### Miejsca w klasyfikacji generalnej
- sezon 2002/2003: niesklasyfikowany
- sezon 2003/2004: 21.
- sezon 2004/2005: 19.
- sezon 2005/2006: 23.
- sezon 2006/2007: 19.
- sezon 2007/2008: 23.
- sezon 2008/2009: 25.
- sezon 2009/2010: 48.
- sezon 2010/2011: 14.
- sezon 2011/2012: 10.
- sezon 2012/2013: 17.
- sezon 2013/2014: 5.
- sezon 2014/2015: 6.
- sezon 2015/2016: 12.
- sezon 2016/2017: 29.

#### Miejsca na podium chronologicznie
| Nr | Data              | Miejscowość | Konkurencja              | Wynik zwycięzcy | Pozycja | Strata  | Zwycięzca    |
| -- | ----------------- | ----------- | ------------------------ | --------------- | ------- | ------- | ------------ |
| 1. | 3 grudnia 2011    | Lillehammer | Gundersen HS100/10 km    | 27:44.4 min     | 1.      | -       | -            |
| 2. | 25 listopada 2012 | Lillehammer | Penalty Race HS138/10 km | 26:54.4 min     | 2.      | +5.0 s  | Magnus Moan  |
| 3. | 15 grudnia 2013   | Ramsau      | Gundersen HS98/10 km     | 21:52.4 min     | 2.      | +3.3 s  | Eric Frenzel |
| 4. | 21 grudnia 2013   | Schonach    | Gundersen HS106/10 km    | 24:58.5 min     | 2.      | +4.3 s  | Magnus Moan  |
| 5. | 19 stycznia 2014  | Seefeld     | Gundersen HS109/15 km    | 38:26.2 min     | 2.      | +21.2 s | Eric Frenzel |
| 6. | 18 stycznia 2015  | Seefeld     | Gundersen HS109/15 km    | 38:25.9 min     | 2.      | +9.9 s  | Eric Frenzel |
| 7. | 23 stycznia 2015  | Sapporo     | Gundersen HS134/10 km    | 27:23.1 min     | 3.      | +15.7 s | Eric Frenzel |

### Puchar Kontynentalny

#### Miejsca w klasyfikacji generalnej
- sezon 2000/2001: 53.
- sezon 2001/2002: 17.
- sezon 2002/2003: 5.
- sezon 2007/2008: niesklasyfikowany
- sezon 2008/2009: 30.
- sezon 2009/2010: 6.

#### Miejsca na podium chronologicznie
| Nr  | Data            | Miejscowość | Konkurencja           | Wynik zwycięzcy | Pozycja | Strata  | Zwycięzca       |
| --- | --------------- | ----------- | --------------------- | --------------- | ------- | ------- | --------------- |
| 1.  | 19 grudnia 2002 | Park City   | Sprint K120/7.5 km    | ?               | 2.      | +34.9 s | Kenneth Braaten |
| 2.  | 7 marca 2003    | Ruka        | Sprint K120/7.5 km    | ?               | 3.      | +33.7 s | Tino Edelmann   |
| 3.  | 16 grudnia 2007 | Høydalsmo   | Sprint HS94/7.5 km    | 18:27.1 min     | 3.      | +17.2 s | David Zauner    |
| 4.  | 28 lutego 2009  | Wisła       | Gundersen HS134/10 km | 27:31.2 min     | 1.      | -       | -               |
| 5.  | 1 marca 2009    | Wisła       | Gundersen HS134/10 km | 27:33.7 min     | 1.      | -       | -               |
| 6.  | 9 stycznia 2010 | Otepää      | Gundersen HS100/10 km | 25:20.2 min     | 1.      | -       | -               |
| 7.  | 27 lutego 2010  | Karpacz     | Gundersen HS94/10 km  | 27:02.3 min     | 3.      | +7.0 s  | Tomaz Druml     |
| 8.  | 28 lutego 2010  | Karpacz     | Gundersen HS94/10 km  | 25:36.8 min     | 2.      | +13.1 s | Tomaz Druml     |
| 9.  | 6 marca 2010    | Høydalsmo   | Gundersen HS94/10 km  | 27:03.6 min     | 1.      | -       | -               |
| 10. | 7 marca 2010    | Høydalsmo   | Gundersen HS94/10 km  | 25:15.5 min     | 1.      | -       | -               |

### Letnie Grand Prix

#### Miejsca w klasyfikacji generalnej
- 2004: niesklasyfikowany
- 2005: 12.
- 2006: niesklasyfikowany
- 2007: niesklasyfikowany
- 2008: nie brał udziału
- 2009: nie brał udziału
- 2010: 16.
- 2011: 25.
- 2012: nie brał udziału
- 2013: 5.
- 2014: 28.
- 2015: nie brał udziału
- 2016: 11.

#### Miejsca na podium chronologicznie
| Nr | Data             | Miejscowość | Konkurencja          | Wynik zwycięzcy | Pozycja | Strata  | Zwycięzca   |
| -- | ---------------- | ----------- | -------------------- | --------------- | ------- | ------- | ----------- |
| 1. | 28 sierpnia 2013 | Villach     | Gundersen HS98/10 km | 23:13.7 min     | 1.      | -       | -           |
| 2. | 31 sierpnia 2016 | Villach     | Gundersen HS98/10 km | 23:08,4 min     | 3.      | +15.1 s | Mario Seidl |